# Gruinard-Terran
Das Gruinard-Terran ist ein Kleinterran des Hebriden-Terrans im Nordwesten Schottlands. Die Alter seiner Gesteine reichen bis maximal 2840 Millionen Jahre ins Mesoarchaikum zurück. Neuere Datierungen haben dieses Alter bis auf 3.150 Millionen Jahre erweitert und machen somit das Terran zu einem der ältesten Krustenabschnitte Europas.

## Etymologie
Der Name Gruinard wird im Schottisch-Gälischen als Ghruinneard oder als Ghruinneart wiedergegeben. Er leitet sich vom Altnorwegischen Grunnfjörðr oder Grunnfjǫrðr ab. Grunn (verwandt mit Deutsch „Grund“) bedeutet „flach“ und fjörðr ist ein Fjord. Gruinard kann somit als „flacher Fjord“ übersetzt werden.

## Geographische Ausbreitung

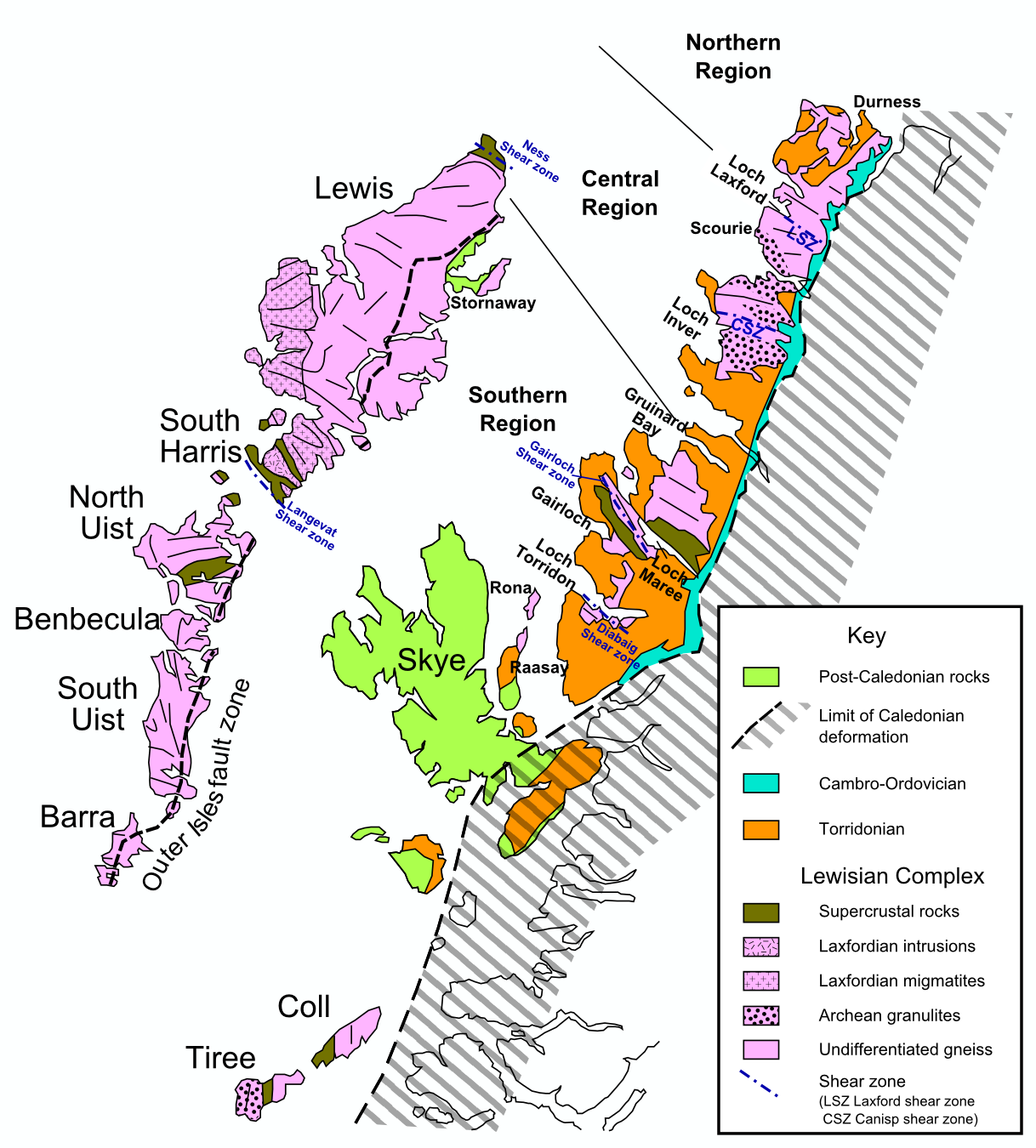
Geologische Karte des Hebriden-Terrans, das Gruinard-Terran bildet den Südabschnitt der Central Region

Das Gruinard-Terran, Englisch Gruinard terrane, nimmt im Hebriden-Terran  den Südteil der Central Region (Zentralabschnitt) ein. Es hat als Nordbegrenzung die Südost-streichende Strathan Line zwischen Inverkirkaig und Ledmore südlich des Suilvens. Hierbei handelt es sich um einen tektonischen Kontakt mit dem nordnordostwärts anschließenden Assynt-Terran, welcher auf jeden Fall jünger als 2.490 Millionen Jahre ist.
Das Gruinard-Terran reicht im Südsüdwesten bis an den ebenfalls Südost-streichenden Gruinard Belt, der etwas südwestlich vom Loch na Sealga durchzieht. Der Gruinard Belt ist jünger als 2.730 Millionen Jahre und stellt ebenfalls eine tektonische Kontaktzone dar – an ihm grenzt das Gruinard-Terran an das Gairloch-Terran im Südwesten. Auf seiner Ostseite wird das Gruinard-Terran von der Moine Thrust Zone überfahren. Ihre westliche natürliche Begrenzung stellt der Atlantik dar, genauer der Minch.
Das Terran wird nicht breiter als 30 Kilometer in WNW-OSO-Richtung und besitzt eine maximale Länge von knapp 35 Kilometer in NNO-SSW-Richtung.

## Einführung
Das Gruinard-Terran ist der Südteil im zentralen Abschnitt des Lewisians (Englisch Lewisian Gneiss Complex oder abgekürzt LGC) im Nordwesten Schottlands. Es fundiert zum Großteil auf neoarchaischer Kruste (reicht aber noch ins ausgehende Mesoarchaikum hinein), die im Verlauf der Entstehung des Superkontinents Nuna während des Paläoproterozoikums mehrfach wiederaufgearbeitet wurde.
Die lewisischen Gneise des schottischen Festlandes zeigen eine Dreiergliederung mit einem granulitfaziellen Zentralbereich – dem Assynt-Terran und dem Gairloch-Terran – und einem etwas schwächer metamorphen, amphibolitfaziellen Nord- und Südbereich. Die Abtrennung der einzelnen Bereiche voneinander erfolgt durch Scherzonen, die die gesamte Kruste durchschneiden.

## Protolithen

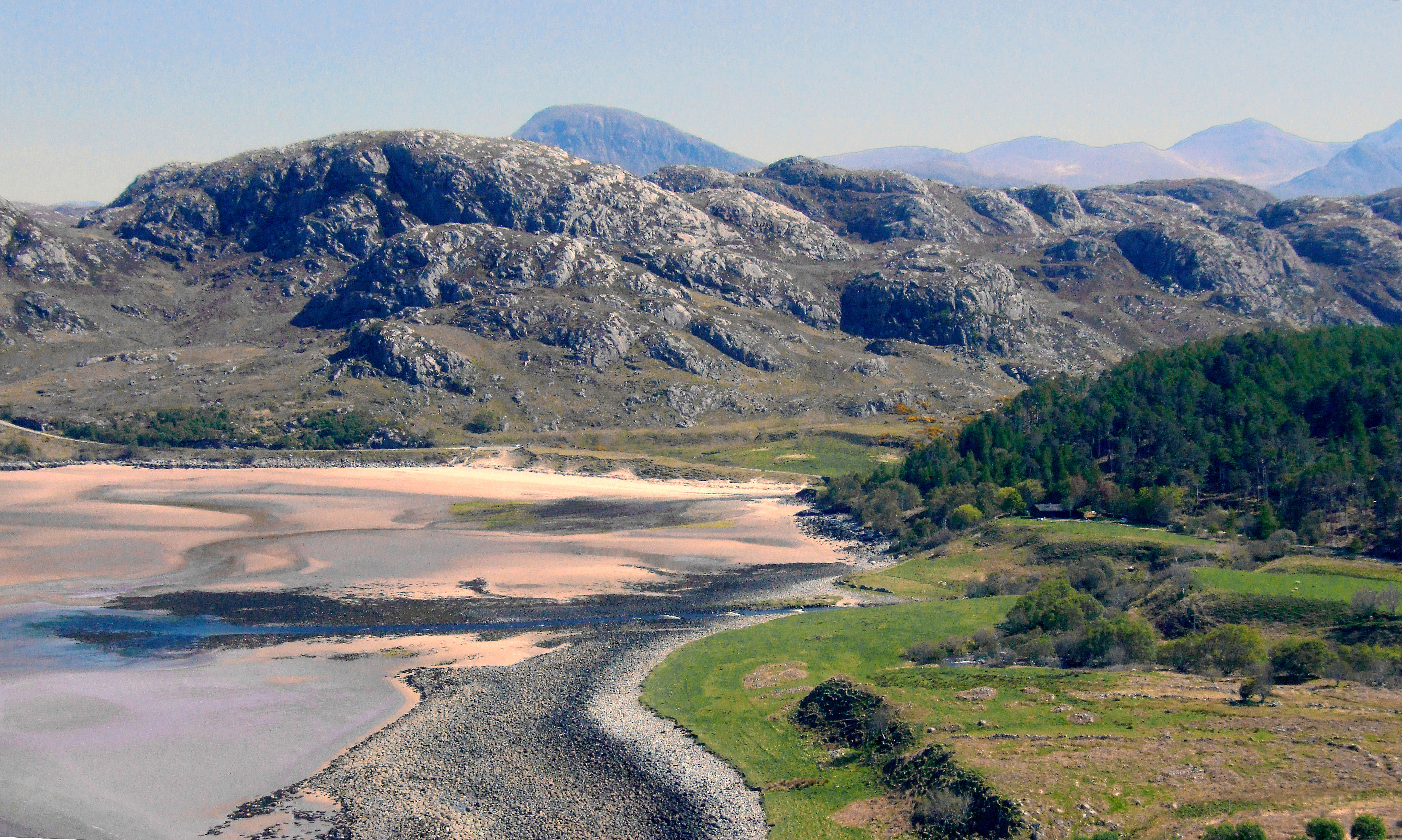
Die glazial abgeschliffenen Gruinard Bay gneisses – Phonolithen des Gruinard-Terrans – an der Ostseite der Gruinard Bay. Im Hintergrund der Bergstock des An Teallachs. Schön zu erkennen die angehobene ehemalige Strandterrasse.

Die Protolithen des Gruinard-Terrans erscheinen jetzt als  TTG-Gneise. Anstehend sind sie im Norden des Terrans und im Süden entlang der Gruinard Bay, wo sie die 2.860 bis 2.825 Millionen Jahre alten Gruinard Bay gneisses bilden. Die TTG-Gneise waren ursprünglich magmatischen Ursprungs und gegen Ende des Mesoarchaikums als Tonalite, Trondhjemite und Granodiorite aufgedrungen. Untergeordnet assoziiert sind auch ultramafische bis mafische Lithologien, die jetzt als 2.940 Millionen Jahre alte Hauptamphibolitfolge und als eine 2.850 Millionen Jahre alte Hornblendit-Metagabbro-Folge zugegen sind. Untergeordnet treten auch kleinere aluminiumreiche Metasedimentfolgen auf.

## Geodynamik

### Metamorphosen
Die bis zu 2.840 Millionen Jahre alt werdenden TTG-Gneise des Grundgebirges unterlagen gegen 2.730 Millionen Jahren einer ersten Metamorphose, die in der Granulit-Fazies ablief. Dieses Metamorphosealter liegt noch etwas vor dem Badcallian-Ereignis (gewöhnlich zwischen 2.800 bis 2.700 Millionen Jahre eingestuft) und wird als Inchinaian bezeichnet. Hiermit ging eine Anatexis einher, welche in manchen Gegenden zum Einschub von trondhjemitischen Gneislagen und zur Bildung von Agmatitstrukturen führte.
Die physikalischen Bedingungen der granulitfaziellen Metamorphose können über Phasenequilibria abgeschätzt werden. Für die gesamte Central Region ergeben sich demzufolge Drucke zwischen 0.8 und 1.0 GPa (entsprechend einer Tiefe von etwas mehr als 35 Kilometer) und Temperaturen oberhalb von 900 °C. Mit Ausnahme der Ultramafite ist diese Abschätzung konsistent für sämtliche Lithologien. Hiernach setzte eine Retrogression ein, die unter Bedingungen von 0.9 bis 0.7 GPa und nach wie vor recht hohen Temperaturen erfolgte.
Zwischen 2.490 und 2.400 Millionen Jahre unterlag das Gruinard-Terran sodann dem Inverian-Ereignis (auf 2.500 bis 2.490 angesetzt, manchmal auch bei 2.520 Millionen Jahre beginnend) – einer dynamischen, amphibolitfaziellen Metamorphose bei gleichzeitiger Hydration. Dieses Ereignis teilt das Gruinard-Terran mit dem Assynt-Terran – es darf daher angenommen werden, dass beide Terrane zu diesem Zeitpunkt bereits eine Einheit bildeten. Die physikalischen Bedingungen für das Inverian werden mit 0.5 bis 0.65 GPa und 520 bis 550 °C eingeschätzt.
Im Proterozoikum folgte sodann noch eine weitere amphibolitfazielle, geodynamische  Übergprägung, die dem Somerledian-Ereignis zugeschrieben wird. Diese Überprägung hat das Gruninard-Terran erneut mit dem Assynt-Terran und auch den Terranen weiter südlich gemein, sie ist aber zeitlich bisher nur schlecht eingegrenzt.

### Scourie dykes
Auch die mafischen Scourie dykes sind in das Gruinard-Terran eingedrungen, ihr genaues Alter ist aber hier nicht bekannt. Gewöhnlich besitzen die Gänge ein Alter zwischen 2.490 und 2.400 Millionen Jahre, mit einem Maximum bei 2.400 Millionen Jahre.

## Alter
Maximalalter für die Phonolithen des Gruinard-Terrans wurden bisher mit 2.840 bis maximal 2.860 Millionen Jahre angegeben. Neudatierungen durch Fischer und Kollegen (2021) an mafischen Migmatiten im Norden des Gruinard-Terrans (am Loch an Èisg Brachaidh) erbrachten jedoch Zirkonalter von bis zu 3150 Millionen Jahre.
Dieses recht hohe Alter sowie das Auffinden von Altern des Badcallians im Assynt-Terran und Altern des Inverians im Gruinard-Terran lassen die bisher aufrecht erhaltene Terran-Abgrenzung etwas zweifelhaft erscheinen und plädieren eher für eine wesentlich einfacher aufgebaute Zentralregion des Hebriden-Terrans. Es scheint sich abzuzeichnen, dass im Hebriden-Terran eine wesentlich einheitlichere Entwicklung abgelaufen ist als bisher angenommen und dass die Terrangrenzen somit tektonischer Natur sind.

## Sedimentäre Auflage
Nach dem Somerledian vergingen nahezu 500 Millionen Jahre, in denen das polymetamorphe Grundgebirge zu einer Plateaulandschaft eingeebnet wurde. Über diese Plateaulandschaft legten sich diskordant ab rund 1200 Millionen Jahre nahezu flachliegende Sedimente der Torridonian Supergroup.

### Stoer Group

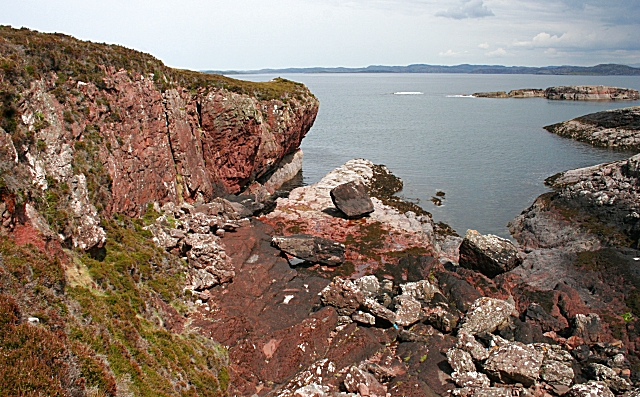
Die Meall-Dearg-Formation der Stoer Group im Süden der Enard Bay

Die Torridonian Supergroup setzt gegen 1.200 Millionen Jahre mit der Stoer Group ein. Diese etwas weniger als 2.000 Meter mächtige Gruppe besteht vorwiegend aus roten Sandsteinen und Tonsteinen, in die sich ein vulkaniklastisches Member – das Stac-Fada-Member – einschaltet. Die mesoproterozoische Stoer Group  beschränkt sich auf Vorkommen unmittelbar östlich der Coigach Fault. Beispielsweise ein kleineres Vorkommen östlich vom Cailleach Head, zwei kleinere Vorkommen entlang der Küste nördlich von Gruinard sowie ein größeres Vorkommen nordöstlich von Poolewe.

### Torridon Group
Die nachfolgende Torridon Group setzt sich von der unterlagernden Stoer Group durch eine markante Winkeldiskordanz ab, die an mehreren Stellen sehr schön einzusehen ist.
Paläomagnetische Studien legen nahe, dass Schottland im Zeitraum zwischen der Ablagerung der beiden Gruppen um nahezu 40° nach Süden gedriftet war. Die Winkeldiskordanz entspricht somit einer beträchtlichen Zeitspanne der Nichtablagerung und Erosion.
Die 5.000 bis 6.000 Meter mächtige Torridon Group wurde ab 995 Millionen Jahre abgelagert. Sie kann in vier Formationen unterteilt werden (vom Hangenden zum Liegenden):
- Cailleach-Head-Formation
- Aultbea-Formation
- Applecross-Formation
- Diabaig-Formation

#### Diabaig-Formation
Die Diabaig-Formation liegt winkeldiskordant auf dem Grundgebirge. Sie zeigt Mächtigkeitsunterschiede von wenigen Metern bis gut hundert Meter. Sie besteht aus Brekzien, Konglomeraten, tafelartig-geschichteten Sandsteinen und Tonsteinen. Die Klasten innerhalb der Brekzien und Konglomerate setzen sich aus Gneisen des Lewisians und aus Sandsteinen der Stoer Group zusammen.
Die Diabaig-Formation tritt innerhalb des Gruinard-Terrans in mehreren Vorkommen auf. Sie zieht in einem Band nördlich vom Stac Pollaidh bis an den Loch Bad a’ Ghaill im Westen und weiter über den kleinen Lochan Sgeirreach bis an die Meeresküste bei Achiltibuie. Hiervon abgesetzt findet sich ein kleineres Vorkommen bei Badenscallie. Ein sehr kleines Vorkommen liegt an der Enard Bay bei Rubh a’ Choin. Erwähnenswert ist auch das Vorkommen zwischen dem Cailleach Head und Achmore. Südliche Vorkommen liegen westlich von Badluarach und südlich von Badcaul entlang dem Little Loch Broom.
Das Einfallen der Diabaig-Formation ist recht sanft und erfolgt (bei einem Streichen nach Nordost) unter Abweichungen mehrheitlich nach Südost. Erreicht werden Einfallswerte bis zu 9°.

#### Applecross-Formation
Die Applecross-Formation folgt konkordant auf die Diabaig-Formation. Lithologisch baut sich die Formation hauptsächlich aus dunkelroten, schräggeschichteten, überwiegend grobkörnigen Arkosesandsteinen auf, welche gelegentliche konglomeratische Zwischenlagen aufweisen. Sie dürfte knapp die Hälfte des Gruinard-Terrans in Anspruch nehmen. Sie beginnt im Norden des Stac Pollaidhs und setzt sich bis an die südliche Terrangrenze fort, wird aber hierbei zusehends schmäler. Im Nordwesten bildet sie die Halbinsel von Rubha Coigeach und nach einer kleinen Unterbrechung durch die eingesunkene Aultbea-Formation auch den südlichen Zwickel der Enard Bay. Weiter im Süden wird der Ben Mor Coigach aus ihr aufgebaut. Sodann bildet die Formation ab der Annat Bay den gesamten Ostteil der Halbinsel von Scoraig zwischen Loch Broom und Little Loch Broom. Und schließlich den Zwickel am Südostende des Little Loch Brooms bei Dundonnell bis an die südliche Terrangrenze inklusive des An Teallachs.
Die Schichten der Applecross-Formation streichen überwiegend Nordost bis Ostnordost, fallen aber mit bis zu 18° etwas steiler nach Südost als die Diabaig-Formation ein.

#### Aultbea-Formation
Die Aultbea-Formation findet sich wie bereits angesprochen in einer Grabenstruktur entlang der Ostseite der Rubha Coigeach-Halbinsel. Diese Grabenstruktur erreicht bei Polbain im Norden der Badentarbat Bay das Meer. Die Aultbea-Formation setzt sich dann untermeerisch weiter nach Süden fort und unterlagert einen Großteil der Summer Isles, insbesondere Tanera Mòr. Auch Eilean Dubh, Bottle Island, Priest Island und Gruinard Island (Westteil) werden von ihr aufgebaut. Die Formation geht dann bei Laide wieder an Land und reicht nach Südsüdwesten bis zum namensgebenden Aultbea am Loch Ewe.
Die Aultbea-Formation streicht Nordnordost bis mehrheitlich Nordost und kann mit bis zu 45° nach Südost einfallen, Durchschnittswerte liegen jedoch zwischen 20 und 30°.

#### Cailleach-Head-Formation

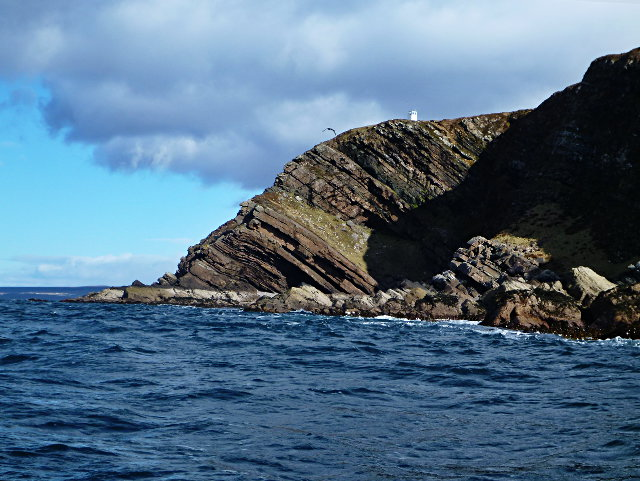
Die Cailleach-Head-Formation am gleichnamigen Cailleach Head, der Typlokalität. Die Formation fällt recht steil nach Südosten ein. Im Hintergrund der Leuchtturm.

Die Caillach-Head-Formation baut nur den Caillach Head auf und wird sodann im Osten von der Coigach Fault abgeschnitten, welche das Grundgebirge hier herausgehoben hat. Anderweitig fehlt sie. Lithologisch wird die Formation aus Zyklothemen von grauen Schiefertonen und roten Sandsteinen aufgebaut, welche sich ins Hangende vergröbern und auf fluviatile und lakustrine Prozesse hinweisen.
Die Cailleach-Head-Formation streicht am Cailleach Head Nordost und zeigt einen maximalen Einfallswinkel von 44° nach Südost.

### Ardvreck Group
Nach mariner Abtragung und leichter tektonischer Kippung der Torridon Group transgredierte im Unterkambrium die aus weißen Quarzareniten aufgebaute, rund 270 Meter mächtige Ardvreck Group. Sie liegt diskordant der Torridon Group auf. Meistens überlagert sie die Applecross-Formation an der Ostgrenze des Gruinard-Terrans, sie kann aber auch bis auf das Grundgebirge heruntergreifen, so z. B. am Cam Loch. Die Ardvreck Group ist aus der liegenden Eriboll-Formation und der hangenden An-t-Sròn-Formation zusammengesetzt. Die Eriboll-Formation besteht aus dem Basal Quartzite Member und dem Pipe Rock Member, die An-t-Sròn-Formation aus dem Fucoid Beds Member und dem Salterella Grit Member.

### Durness Group
Direkt vor der Moine Thrust Zone erscheint teilweise auch noch die karbonatische Durness Group mit ihren oberkambrischen Formationen (Ghrudaidh-Formation und Eilean-Dubh-Formation).

## Tektonik
Die das Terran im Osten in Westnordwest-Richtung überfahrende Moine Thrust Zone kann tektonisch stellenweise sehr komplex aufgebaut sein, so z. B. bei Ullapool oder im Nordosten südlich von Elphin. Der eigentlichen Moine Thrust kann oft die Sole Thrust vorgelagert sein. Zwischen diese beiden Hauptüberschiebungsbahnen sind dann Schubspäne und Duplex-Strukturen auf komplizierte Weise eingeschoben.